# Scooby Doo: Szkoła upiorów
Scooby Doo: Szkoła upiorów (ang. Scooby-Doo and Ghoul School) – trzeci film animowany z serii Scooby Doo z roku 1988. Powstał w ramach serii telewizyjnych filmów pełnometrażowych pt. Hanna-Barbera Superstars 10.
Film w Polsce obecnie emitowany na kanale Boomerang w Kinie Boomerang, oraz na kanale Cartoon Network w Kinie CN.

## Fabuła
Kudłaty przyjmuje propozycję pracy jako wuefista w ekskluzywnej żeńskiej szkole o nazwie Szkoła dla Dziewcząt Pani Grimwood, do której zabiera ze sobą Scooby’ego i Scrappy’ego. Burzliwą nocą docierają na miejsce. Szkoła okazuje się być miejscem, do którego uczęszczają potwory i duchy, a dyrektorka szkoły – pani Grimwood jest czarownicą posiadającą smoka. Wśród uczennic są córki: Frankensteina – Elza, hrabiego Drakuli – Cybella, Wilkołaka – Winnie, Upiora – Fantazma i egipskiej mumii – Tanis, najmłodsza z nich.
Kudłaty i Scooby widząc w co się wpakowali chcą jak najszybciej stąd uciec. Jednak pani Grimwood i jej wychowanice są dla nich miłe. Zadaniem Kudłatego i psów jest jak najlepsze przygotowanie dziewcząt do meczu siatkówki przeciwko kadetom z sąsiedniej szkoły militarnej płk-a Callowaya. Dziewczynki za każdym razem przegrywały z nimi i widzą w Kudłatym odpowiedniego trenera. Scrappy obiecuje, że on i jego przyjaciele dadzą z siebie wszystko.
Następnego dnia Kudłaty i psy rozpoczynają poranną lekcję baletu. Jest ona podglądana przez kadetów ze szkoły płk-a Callowaya. Są to ludzcy chłopcy – Tug Roper, Miguel, Jamal Williams, Grunt, Baxter. Ich dyrektorem jest surowy wojskowy, płk Calloway. Obserwacja kadetów jest dostrzeżona przez Callowaya, który zwraca im uwagę, że mało ćwiczą i mogą przegrać doroczny mecz siatkówki. Podczas treningu piłka wpada im przez ogrodzenie, jednak smok pani Grimwood – Smoczek nie pozwala kadetom jej odzyskać.
Kadeci chcą odzyskać budując wyrzutnię balonów wodnych, jednak podczas testowania oblewają Callowaya. Ten nie wierzy w ich zapewnienia o utracie piłki, gdyż Smoczek zmuszony przez panią Grimwood wrzuca ją z powrotem na ich teren, i rozkazuje im pójść na boisko. Kudłaty i psy po ćwiczeniach z biegu chcą coś zjeść, jednak uczennice preferują zgniłe owoce i warzywa, a jedyne strawne jedzenie dla nie-potworów służą jako pokarm dla mięsożernych roślin. Cybella wykorzystując transylwańskie fundusze zamawia im pizzę. Tymczasem w ogrodzie zainstalowane są judasze, przez które śledzi wszystkich w swym laboratorium pajątkowata czarownica Revolta i jej sługa Ponury Pełzacz. Revolta uważa, że Kudłaty będzie idealny do jej niecnych planów.
Calloway przychodzi do szkoły pani Grimwood, by ustalić z nią termin meczu siatkówki. Tam dociera do niego, że w szkole uczą się upiory, jednak stara się zachować fason. Pani Grimwood zapoznaje Callowaya z Kudłatym. Calloway umawia się z nim na mecz o godz. 14.00. Gdy Scrappy uświadamia Kudłatego, że mecz będzie za godzinę, ten rozpoczyna z uczennicami rozgrzewkę gimnastyczną i pływanie w fosie. Kadeci także intensywnie trenują. Zbliża się mecz siatkówki, który odbywa się na boisku szkoły pani Grimwood. Obie drużyny idą w łeb w łeb. Przewaga zwiększa się na korzyść kadetów, którzy założyli w sekrecie specjalny odbiornik fal w piłce. Pilot od odbiornika przypadkiem zostaje połknięty przez Scooby’ego, przez co dziewczęta wygrywają mecz.
Zbliża się przyjęcia z okazji Święta Duchów, na które zaproszeni są rodzice uczennic dumnych ze zdobycia pucharu. Kudłaty i Scooby są przerażeni perspektywą. Wkrótce potwory przybywają do szkoły swych córek. Wszystko obserwuje Revolta, która uważa ich za złagodzonych i widzi w tym okazję do stania się najpotężniejszym potworem i władania światem. Kudłaty i psy chcą uniknąć towarzystwa potworów, jednak nie udaje się to, gdyż chcąc pochwalić ich talent nauczycielski córki zapoznają ich ze swymi rodzicami. Potwory dziękują Kudłatemu i psom za to, że ich córki mogły poznać smak zwycięstwa. Podczas celebracji uczennice dają prezenty swym rodzicom zrobione podczas lekcji. Gdy przyjęcie się kończy, potwory wracają do siebie, ostrzegając Kudłatego i psy by opiekowali się ich córkami, bo inaczej spotka ich gniew.
Revolta wysyła pajęczego nietoperza celem zaczarowania Kudłatego. Od tego momentu jest na łasce Revolty. Ta rozkazuje mu zabrać dziewczęta na wycieczkę na Dzikie Bagno, gdzie planuje je uwięzić. Na Dzikie Bagno udają się także kadeci płk-a Callowaya w ramach treningu. Gdy Kudłaty z psami i uczennicami dociera swoim vanem na miejsce, Ponury Pełzacz manewruje dziewczynki, by słuchały się Revolty. Smoczek bez wiedzy pani Grimwood podąża za Kudłatym i psami i pomaga im odkryć porwanie dziewczynek. Kudłaty w obawie gniewu ich rodziców decyduje je ratować, jednak jego van ugrzązł w błocie. Kadeci, którzy celowo zgubili Callowaya dostrzegają to i oswobadzają van, jednak odmawiają pomocy w uratowaniu uczennic.
Ślad dociera do zamku, gdzie Revolta chce zrobić z dziewczyn posłuszne niewolnice. Podczas poszukiwań Kudłaty zostaje uwięziony w magicznym lustrze przez zamieszkującego tam potwora, który przybrał jego postać. Scooby i Scrappy chcą prosić dziewczynki o pomoc, jednak te pod wpływem czarów słuchają wyłącznie Revolty. Lustrzany potwór po ściganiu psów zostaje przepędzony z powrotem do lustra przez Smoczka i Kudłaty znów jest na wolności. Scooby w przebraniu dociera do pieczary Revolty przygotowującej wywar na wieczne posłuszeństwo. Kudłaty, Scrappy i Smoczek wpadają w pułapkę zastawioną przez Ponurego Pełzacza – podwodny loch ze Studniarzem Gigantem. Scrappy wpada na pomysł, by potwora zająć grą w piłkę, dzięki czemu wszyscy uciekają z lochu
Tymczasem kadeci Callowaya nękani wyrzutami sumienia decydują się pomóc dziewczynom i przylatują zbudowanym helikopterem do zamku Revolty. Wywar jest gotowy i zostaje ustawiony na północ. W porę przybywają Scooby i Kudłaty i oswobodzają uczennice. W wyniku walki wywar ma za chwilę wybuchnąć, jednak w porę przybywają kadeci Callowaya i ratują wszystkich nim zamek wyleci w powietrze.
Z okazji pokonania Revolty w szkole pani Grimwood odbywa się impreza, w której uczestniczą także ojcowie uczennic jak i Calloway ze swymi kadetami, którzy zaprzyjaźniają się z dziewczynkami. Pani Grimwood mówi, że Kudłatemu, by zapoznał się z nowo przybyłymi uczennicami. Na widok córek kosmity, potwora z Czarnej Laguny i Godzilli w towarzystwie ich ojców, Kudłaty i Scooby decydują się w końcu uciec ze szkoły, a Scrappy do nich dołącza. Jednak w trakcie ucieczki żegnają się ze swymi uczennicami.

## Obsada głosowa
- Don Messick –
  - Scooby Doo,
  - Scrappy Doo
- Casey Kasem –
  - Kudłaty,
  - Lustrzany Potwór
- Glynis Johns – pani Grimwood
- Susan Blu – hrabianka Cybella Drakula
- Patty Maloney – Tanis Mumia
- Pat Musick – Elsa Frankenstein
- Marilyn Schreffler – Winnie Wilkołak
- Russi Taylor – Fantazma Upiór
- Ronnie Schell – płk Calloway
- Scott Menville – Tug Roper
- Aaron Lohr – Miguel
- Bumper Robinson – Jamal Williams
- Jeff Cohen – Grunt
- Remy Auberjonois – Baxter
- Frank Welker –
  - Smoczek,
  - pajęcze nietoperze,
  - Wilkołak,
  - Studniarz Gigant
- Ruta Lee – Revolta
- Andre Stojka –
  - Ponury Pełzacz,
  - Mumia
- Zale Kessler –
  - hrabia Drakula,
  - Frankenstein
- Hamilton Camp – Upiór

## Wersja polska
Wersja polska: Master Film

Reżyseria: Ilona Kuśmierska

Dialogi: Jan Moes

Dźwięk: Małgorzata Gil

Montaż: Paweł Siwiec

Kierownik produkcji: Dorota Suske

Udział wzięli:
- Ryszard Olesiński – Scooby Doo
- Jacek Bończyk –
  - Kudłaty,
  - Lustrzany Potwór
- Cezary Kwieciński – Scrappy Doo
- Joanna Jeżewska – pani Grimwood
- Lucyna Malec – hrabianka Cybella Drakula
- Iwona Rulewicz – Tanis Mumia
- Brygida Turowska –
  - Elsa Frankenstein,
  - Smoczek
- Jolanta Wilk – Winnie Wilkołak
- Barbara Melzer – Fantazma Upiór
- Marek Frąckowiak – płk Calloway
- Kuba Truszczyński – Tug Roper
- Marcin Jakimiec – Miguel
- Grzegorz Drojewski – Jamal Williams
- Jacek Wolszczak – Grunt
- Kacper Głódkowski – Baxter
- Elżbieta Gaertner – Revolta
- Mirosław Guzowski – Ponury Pełzacz
- Jacek Rozenek – hrabia Drakula
- Cezary Nowak –
  - Mumia,
  - sęp #2
- Jan Pęczek –
  - Frankenstein,
  - sęp #1
- Jerzy Mazur – Wilkołak
- Janusz Wituch – Upiór

Lektor: Maciej Gudowski